# Alive in Torment
Alive in Torment è un'EP registrato dal vivo della symphonic black metal band Dimmu Borgir, pubblicato nel 2001 dalla Nuclear Blast. Il disco è stato registrato durante il Puritanical Tour del 2001, contiene 5 tracce.
Il disco ha la forma di un teschio martoriato con un pentacolo sulla fronte.

## Tracce
1. Tormentor of Christian Souls – 5:25
2. The Blazing Monoliths of Defiance – 4:32
3. The Insight and the Catharsis – 7:10
4. Puritania – 3:07
5. The Maelstrom Mephisto – 4:50

## Formazione
- Shagrath - voce
- Erkekjetter Silenoz - chitarra
- Galder - chitarra
- ICS Vortex - basso
- Mustis - tastiera e sintetizzatore
- Nicholas Barker - batteria